# Suisse aux Jeux olympiques de 1920
La Suisse participe aux Jeux olympiques d'été de 1920 à Anvers, en Belgique. Elle y remporte onze médailles : deux d'or, deux d'argent et sept de bronze, se classant à la 13e place au tableau des médailles. La délégation suisse compte 77 sportifs (77 hommes).

## Médailles
| Médaille                            | Nom | Sport         | Compétition                               |
| ----------------------------------- | --- | ------------- | ----------------------------------------- |
| Médaille d'or, Jeux olympiques      | Willy Brüderlin Max Rudolf Paul Rudolf Paul Staub Hans Walter                                                   | Aviron        | Quatre barré                              |
| Médaille d'or, Jeux olympiques      | Robert Roth | Lutte         | Lutte libre, poids lourds                 |
| Médaille d'argent, Jeux olympiques  | Fritz Hünenberger                                                                                               | Haltérophilie | Poids mi-lourds                           |
| Médaille d'argent, Jeux olympiques  | Charles Courant                                                                                                 | Lutte         | Lutte libre, poids mi-lourds              |
| Médaille de bronze, Jeux olympiques | Edouard Candeveau Alfred Felber Paul Piaget                                                                     | Aviron        | Deux barré                                |
| Médaille de bronze, Jeux olympiques | Eugène Ryter | Haltérophilie | Poids plumes                              |
| Médaille de bronze, Jeux olympiques | Fritz Zulauf (en)                                                                                               | Tir           | Pistolet à 30 mètres                      |
| Médaille de bronze, Jeux olympiques | Gustave Amoudruz (en) Hans Egli (en) Domenico Giambonini (en) Joseph Jehle (en) Fritz Zulauf (en)               | Tir           | Pistolet à 30 mètres par équipes          |
| Médaille de bronze, Jeux olympiques | Gustave Amoudruz (en) Ulrich Fahrner (en) Fritz Kuchen (en) Werner Schneeberger (en) Bernhard Siegenthaler (en) | Tir           | Carabine libre par équipes                |
| Médaille de bronze, Jeux olympiques | Fritz Kuchen (en)                                                                                               | Tir           | Carabine d'ordonnance couché à 300 mètres |
| Médaille de bronze, Jeux olympiques | Fritz Kuchen (en) Walter Lienhard (en) Arnold Rösli (en) Albert Tröndle (en) Caspar Widmer (en)                 | Tir           | Carabine libre 300+600 mètres par équipes |